# Араблинский, Балакиши Али-бек
Балакиши Али-бек Арабли́нский (Бала-Киши-Али-Бек Араблинский; 30 августа 1828 — 1 января 1902) — военачальник Русской императорской армии, генерал-лейтенант.

## Биография
Происходил «Из горцев, сын Талавского магальского начальника. Вероисповедания магометанского». Аварец, по другой версии лезгин. По мнению, доктора исторических наук, Н.А. Магомедова, происходит из лезгинской знати. Семья проживала в квартале Араблар села Эхеде Тала, основан выходцами из села Голода Дагестан, откуда и пошла их фамилия. Деда его звали Дибир, а отца Алибек. Поэтому в отдельных официальных документах представители Араблинских упоминаются под фамилией «Дибиров».
В некрологе, опубликованном в бакинской газете «Каспий» 20 января 1902 года отмечалось, что «Смерть Б. К. А. б. Араблинского, как одного из немногих горцев, дослужившихся до чина генерал-лейтенанта, имя которого было известно каждому туземцу, вызвала искреннее сожаление всех знавших покойного, всего местного населения и особенно туземцев».

### Боевой путь
В детстве, проявив незаурядные способности, он привлёк внимание уездных властей, которые рекомендовали его на учёбу в 1-й кадетский корпус в Санкт-Петербурге, который он успешно окончил в 1848 году и 13 июля был выпущен с чином корнета. По высочайшему повелению был прикомандирован к 1-му уланскому Санкт-Петербургскому полку. 18 сентября 1851 года произведён в поручики. 12 декабря 1853 года командирован для дальнейшего прохождения службы в 6-й гусарский Клястицкий полк.
Араблинский участвовал в подавлении восстания в Венгрии в 1849 году. Участник Крымской войны 1853—1856 годов. 5 декабря 1854 года «за отличие по службе» произведён в штабс-ротмистры.
12 мая 1857 года по высочайшему повелению был прикомандирован к лейб-гвардии Кавказскому эскадрону Собственного Его Императорского Величества Конвоя. 24 января 1858 года за отличие по службе произведён был в ротмистры и переведён в Конвой штабс-ротмистром .
12 января 1859 года за отличие по службе произведён в майоры армейской кавалерии (старшинство с 17 апреля 1858 года). 2 июля 1860 года переведён в 18-й драгунский Переяславский полк с назначением командующим 2-м дивизионом и 3-м эскадроном, а 4 июля 1861 года утверждён в этих должностях. В 1860 году за отличие в делах против горцев был удостоен ордена Святого Станислава 3-й степени с мечами и бантом, в 1862 году — ордена Святой Анны 3-й степени с мечами и бантом.
С 24 января 1864 года по 18 апреля 1866 года занимал должность начальника Кайтаго-Табасаранского округа. 1 сентября 1865 года за отличие произведён в подполковники. 18 апреля 1866 года откомандирован для дальнейшей службы к 84 пехотному Ширванскому полку. 16 сентября 1871 года произведён в полковники. Участник Хивинского похода 1873 года, за проявленные отличия в марте 1874 года награждён орденом Святого Станислава 2-й степени с мечами. 31 октября 1874 года переведён в 164-й пехотный Закатальский полк, по прибытии к новому месту службы принял 4-й батальон. 9 января 1877 года назначен командиром 3-го Кавказского линейного батальона.
Участник Русско-турецкой войны 1877—1878 годов. В сентябре 1877 года «за 25-летнюю безупречную службу в офицерских чинах» был награждён орденом Святого Владимира 4-й степени. В январе 1878 года «за отличие в делах с неприятелем» был удостоен ордена Святой Анны 2-й степени с мечами. 18 февраля 1878 года был назначен командиром 160-го пехотного Абхазского полка. В декабре был награждён золотой саблей с надписью «За храбрость».
12 марта 1887 года был произведён в генерал-майоры с назначением командиром 1-й Закаспийской стрелковой бригады. Высочайшим приказом от 25 мая 1888 года назначен командиром 2-й бригады 21-й пехотной дивизии и занимал эту должность в течение десяти лет, получив за свою службу ордена Святого Станислава 1-й степени и Святой Анны 1-й степени.
3 августа 1898 года Араблинский был произведён в генерал-лейтенанты с увольнением от службы с мундиром и пенсией.
В 1898 году указом российского императора 70-летнему Балакиши Араблинскому выделили крупный земельный участок в 6 км от Дербента. Здесь он построил себе имение, а вокруг него образовалось небольшое поселение. Железнодорожная станция и посёлок в честь российского генерала были названы Араблинкой. Здесь он прожил последние четыре года жизни и скончался 1 января 1902 года.
3 января 1902 года генерал-лейтенант Араблинский был похоронен на мусульманском кладбище Кырхляр в городе Дербенте: 

Отдать последний долг Б. К. А. б. Араблинскому явилось так много лиц, что все громадное расстояние от дома покойного до кладбища было занято провожавшими гроб. В числе их были также депутаты от тех частей войск, в которых покойный служил: от полков Абхазского, Ширванского и Самурского. В погребальной процессии участвовал и расположенный в гор. Дербенте пехотный резервный батальон, который проводил останки до могилы и здесь отдал последний долг по воинскому уставу
.

## Семья
Дочь Араблинского, Сона Араблинская (1881—1932), была замужем за Гаджи Зейналабдином Тагиевым.

## Награды
- Орден Святого Станислава 3-й степени с мечами и бантом (1860)
- Орден Святой Анны 3-й степени с мечами и бантом (1862)
- Орден Святого Станислава 2-й степени с мечами (1874)
- Орден Святого Владимира 4-й степени (1877)
- Орден Святой Анны 2-й степени с мечами (1878)
- Золотая сабля с надписью «За храбрость» (1878)
- Орден Святого Владимира 3-й степени (1882)
- Орден Святого Станислава 1-й степени (1891)
- Знак отличия беспорочной службы за XL лет (1892)
- Орден Святой Анны 1-й степени (6 декабря 1895)